# Lysimachia vulgaris
Lysimachia vulgaris é uma espécie de planta com flor pertencente à família Primulaceae. 
A autoridade científica da espécie é L., tendo sido publicada em Species Plantarum 1: 146. 1753.

## Portugal
Trata-se de uma espécie presente no território português, nomeadamente em Portugal Continental.
Em termos de naturalidade é nativa da região atrás indicada.
É também popularmente conhecida pelos seguintes nomes: lisimáquia, lisimáquia-vulgar, grande-lisimáquia, arnestre, erva-coelheira e erva-moedeira.

## Protecção
Não se encontra protegida por legislação portuguesa ou da Comunidade Europeia.